# Hyles
Hyles és un gènere de lepidòpters ditrisis de la família dels esfíngids (Sphingidae). Els imagos mostren diverses tonalitats marronoses i verdes oliva a més de rosades a les ales posteriors i a alguns segments abdominals. Les erugues presenten coloracions aposemàtiques i són força visibles.
Són grans libadores de nèctar, amb una espiritrompa llarga ideal per a la tasca; el seu vol recorda al dels colibrís. La mida, comparada amb altres gèneres de la família, és mitjana.

## Taxonomia
El gènere Hyles inclou 30 espècies:
- Hyles annei Guerin-Meneville, 1839
- Hyles apocyni Shchetkin, 1956
- Hyles biguttata Walker, 1856
- Hyles calida Butler, 1856
- Hyles centralasiae Staudinger, 1887
- Hyles chamyla Denso, 1913
- Hyles churkini Saldaitis & Ivinskis, 2006
- Hyles costata von Nordmann, 1851
- Hyles cretica Eitschberger, Danner & Surholt, 1998
- Hyles dahlii Geyer, 1828
- Hyles euphorbiae Linnaeus, 1758
- Hyles euphorbiarum Guerin-Meneville & Percheron, 1835
- Hyles exilis Derzhavets, 1979
- Hyles gallii Rottemburg, 1775
- Hyles hippophaes Esper, 1789
- Hyles lineata Fabricius, 1775
- Hyles livornica Esper, 1780
- Hyles livornicoides Lucas, 1892
- Hyles nervosa Rothschild & Jordan, 1903
- Hyles nicaea von Prunner, 1798
- Hyles perkinsi Swezey, 1920
- Hyles salangensis Ebert, 1969
- Hyles siehei Pungeler, 1903
- Hyles stroehlei Eitschberger, Danner & Surholt, 1998
- Hyles svetlana Shovkoon, 2010
- Hyles tatsienluica (Oberthür, 1916)
- Hyles tithymali Boisduval, 1834
- Hyles vespertilio Esper, 1780
- Hyles wilsoni Rothschild, 1894
- Hyles zygophylli Ochsenheimer, 1808

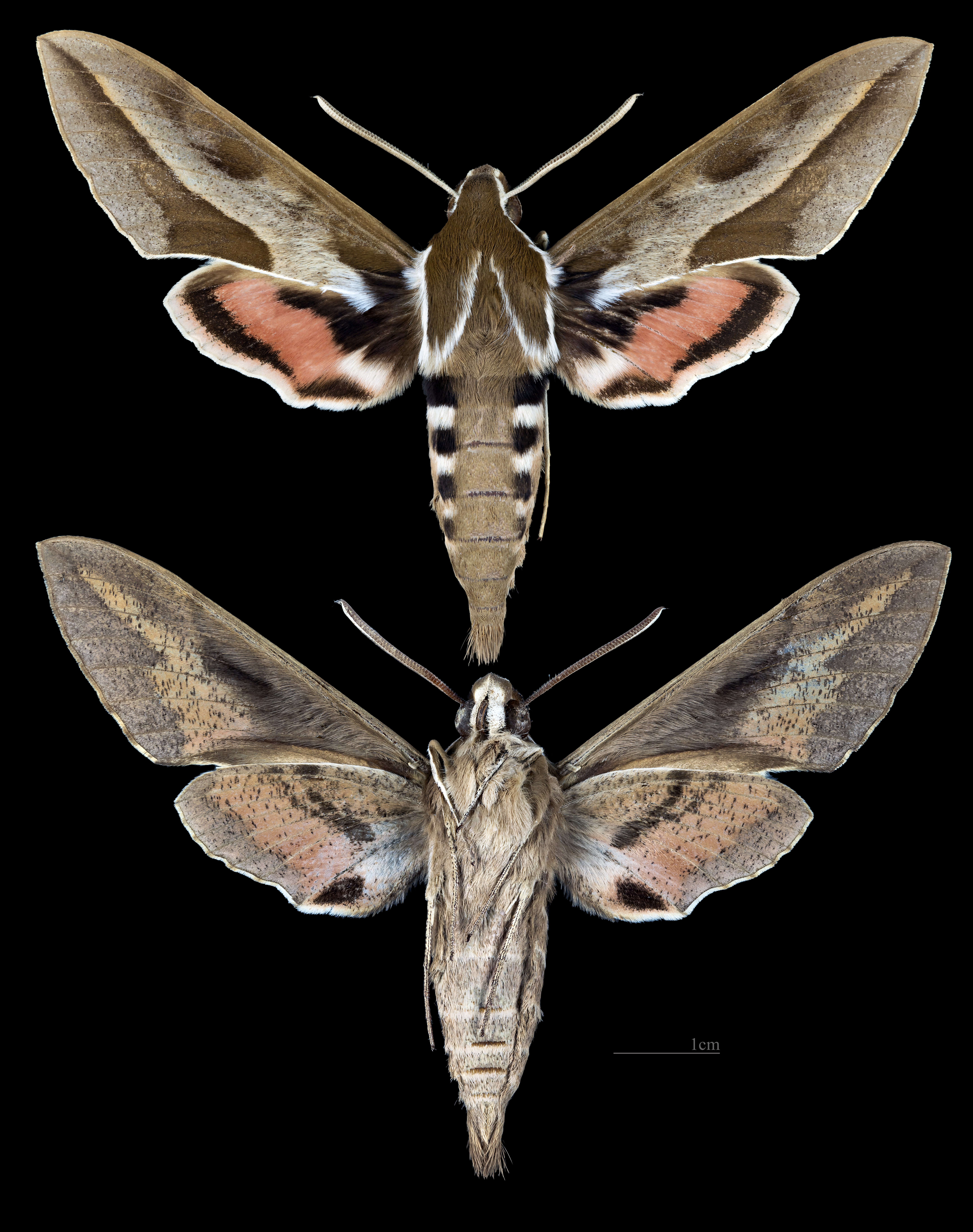
Hyles annei
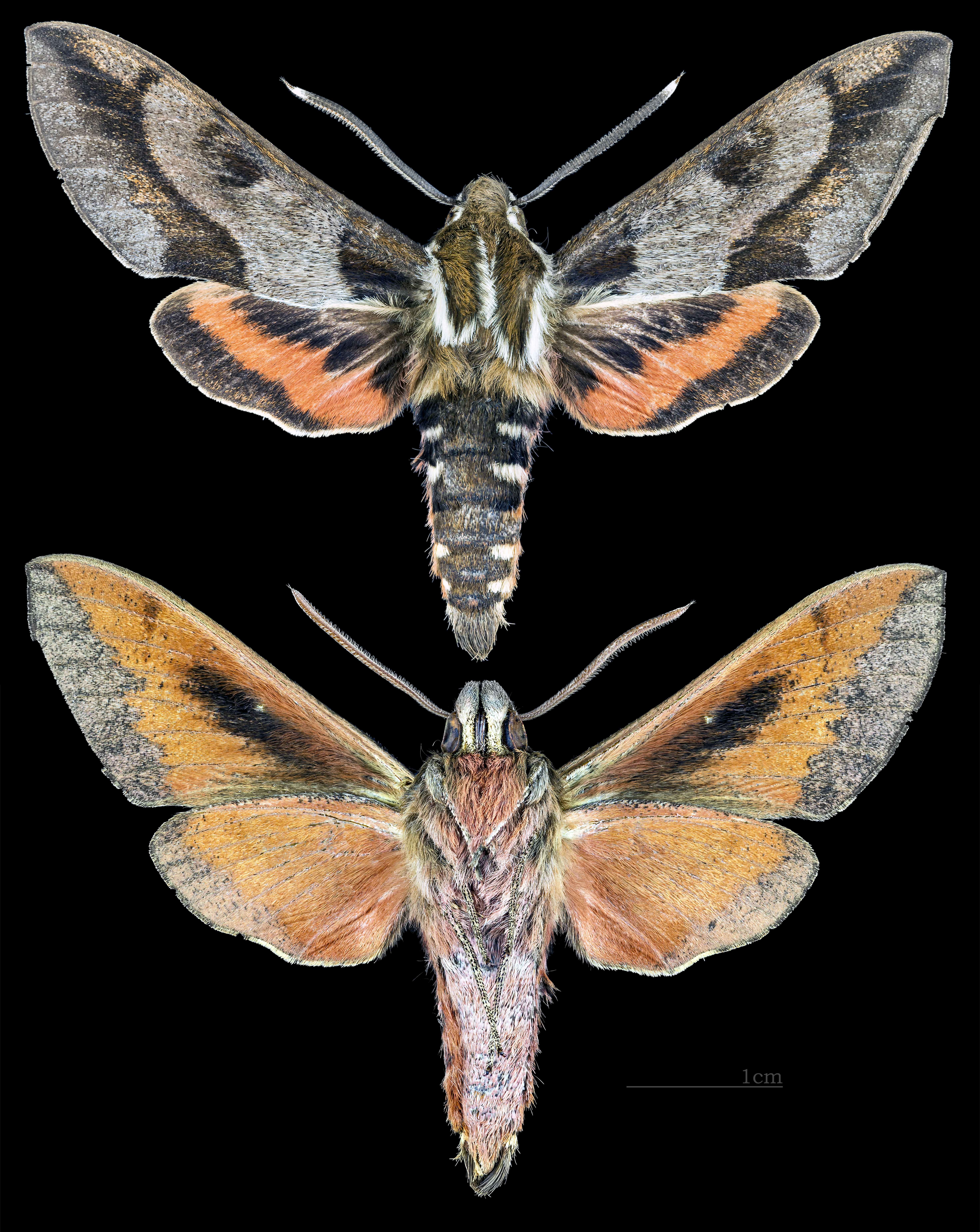
Hyles calida
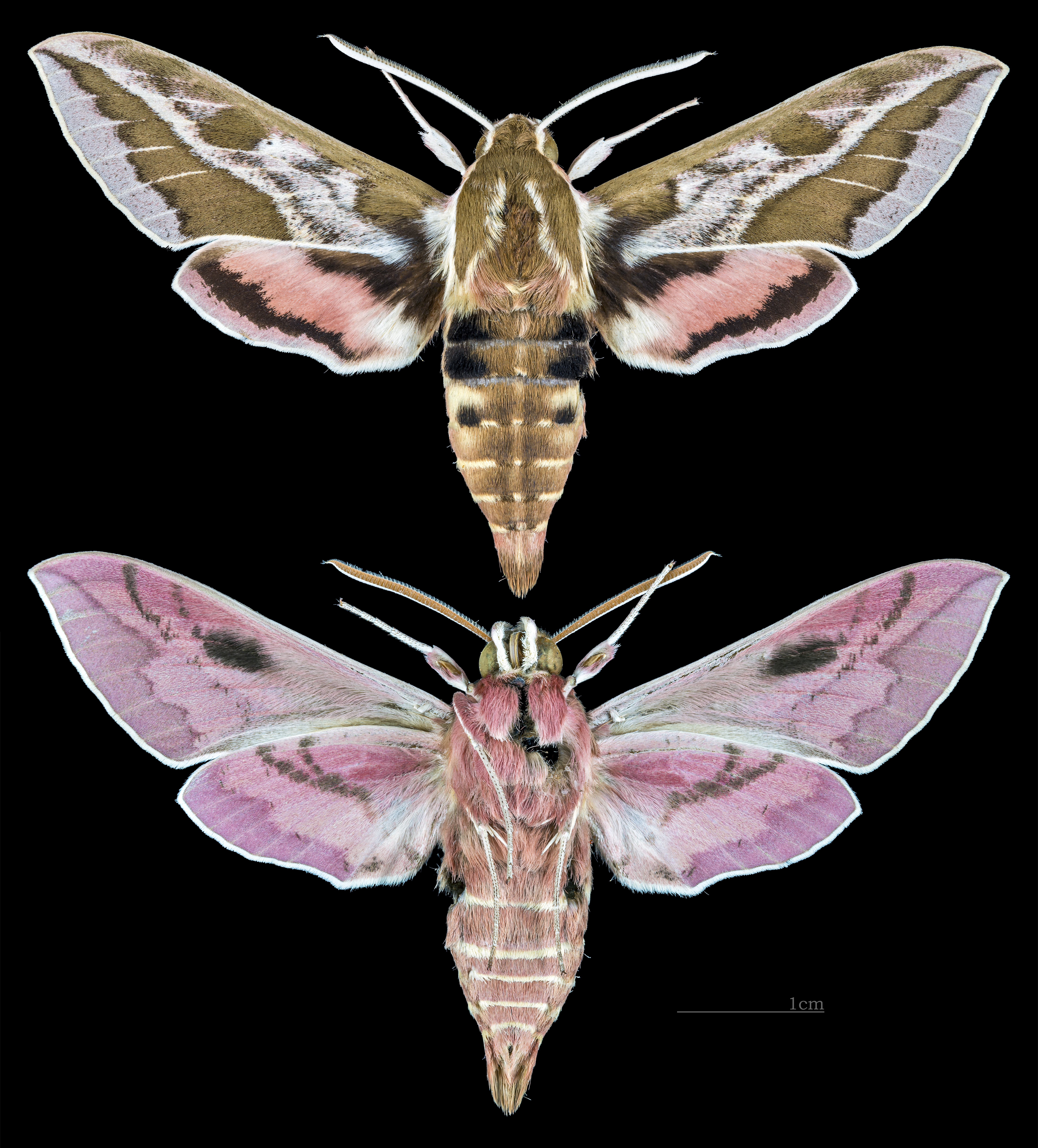
Hyles dahlii
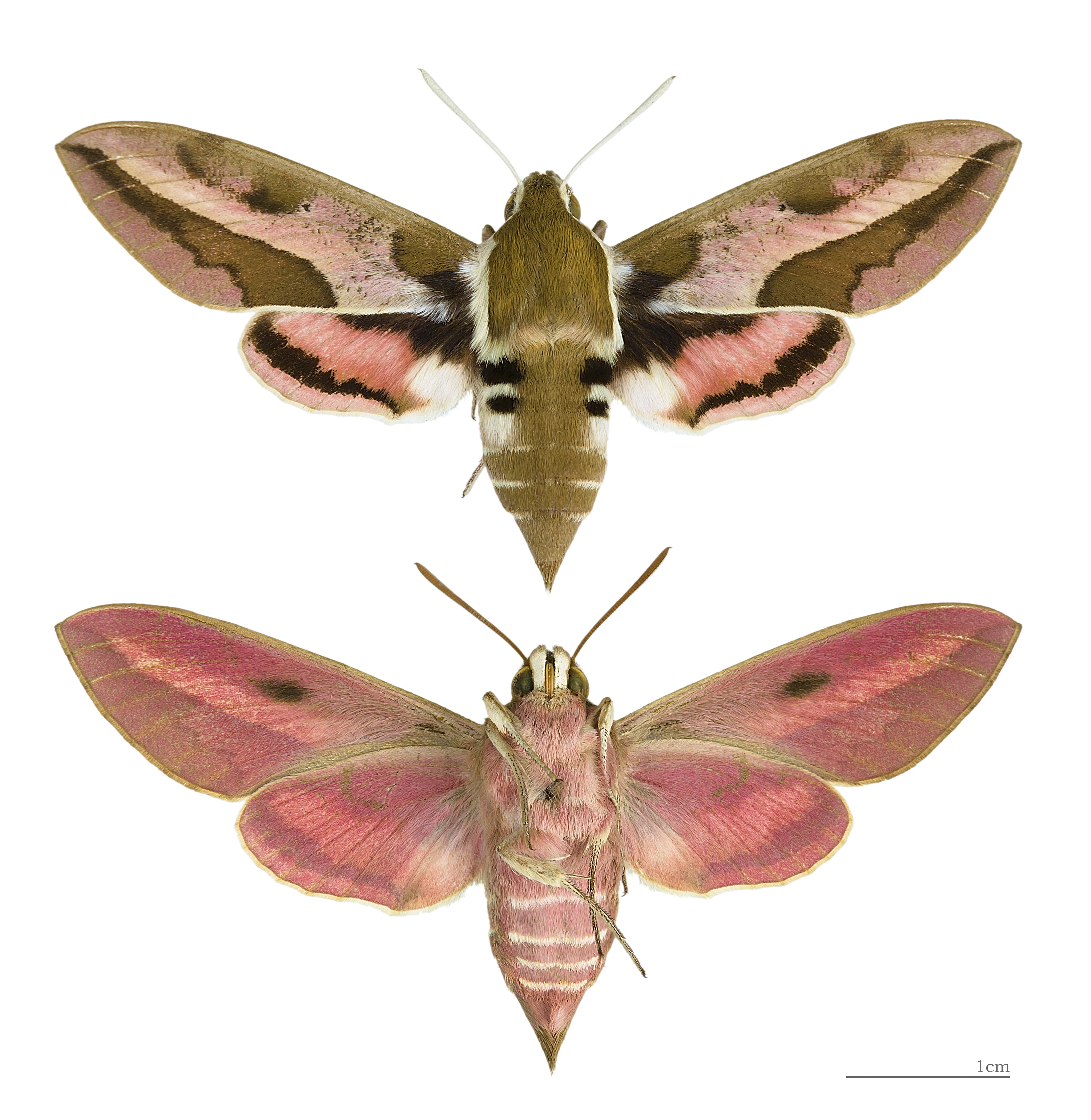
Hyles euphorbiae
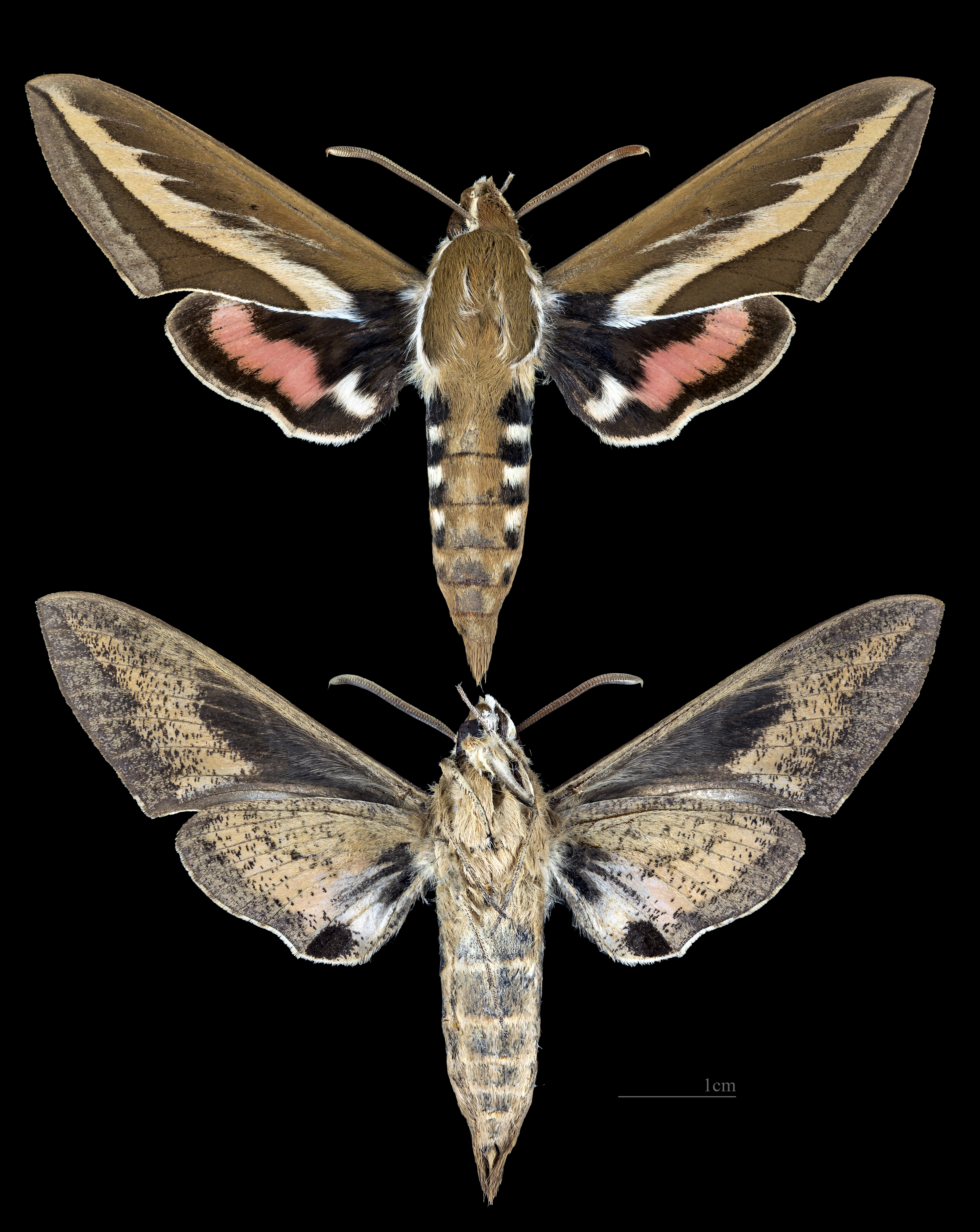
Hyles euphorbiarum
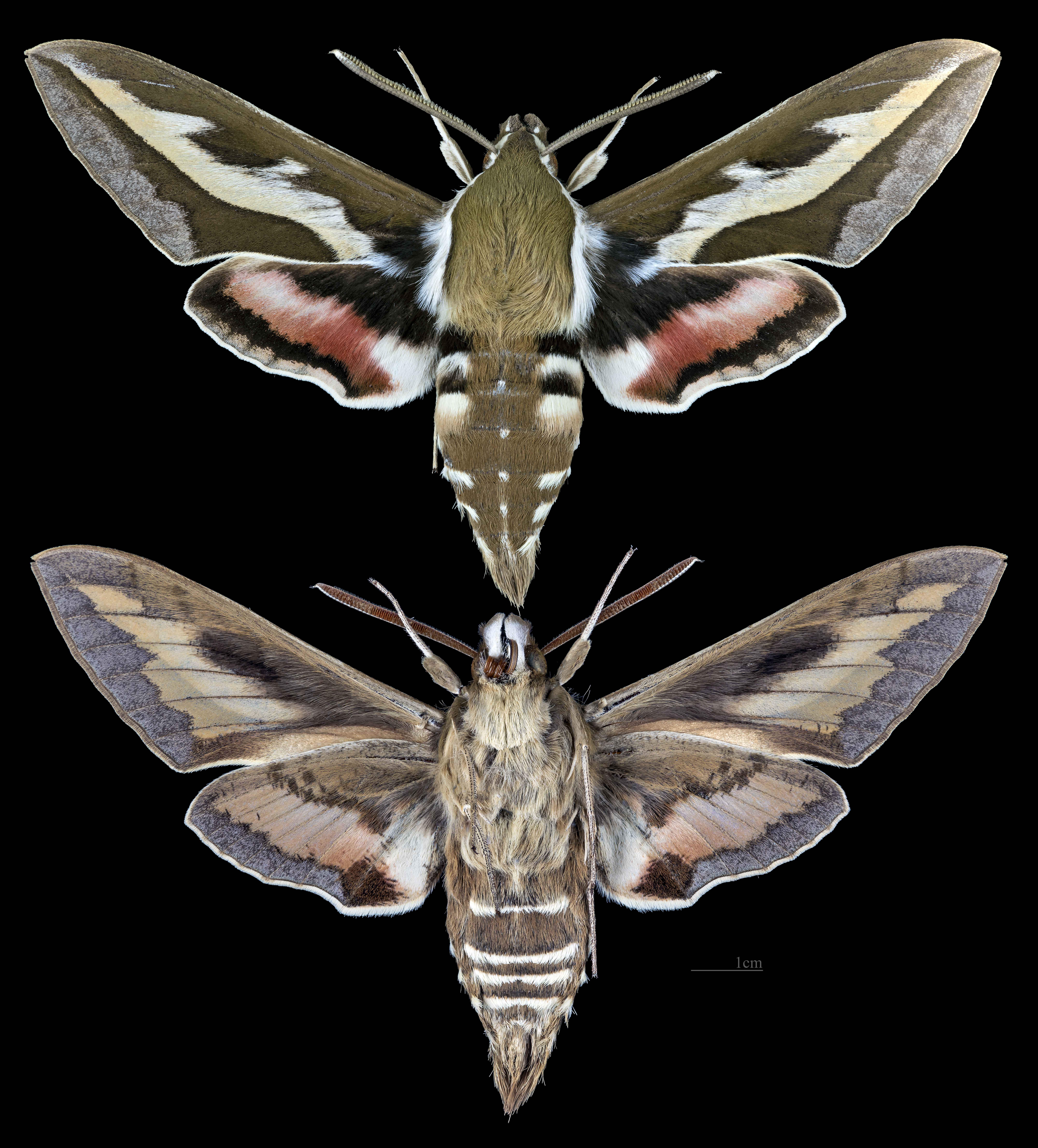
Hyles gallii
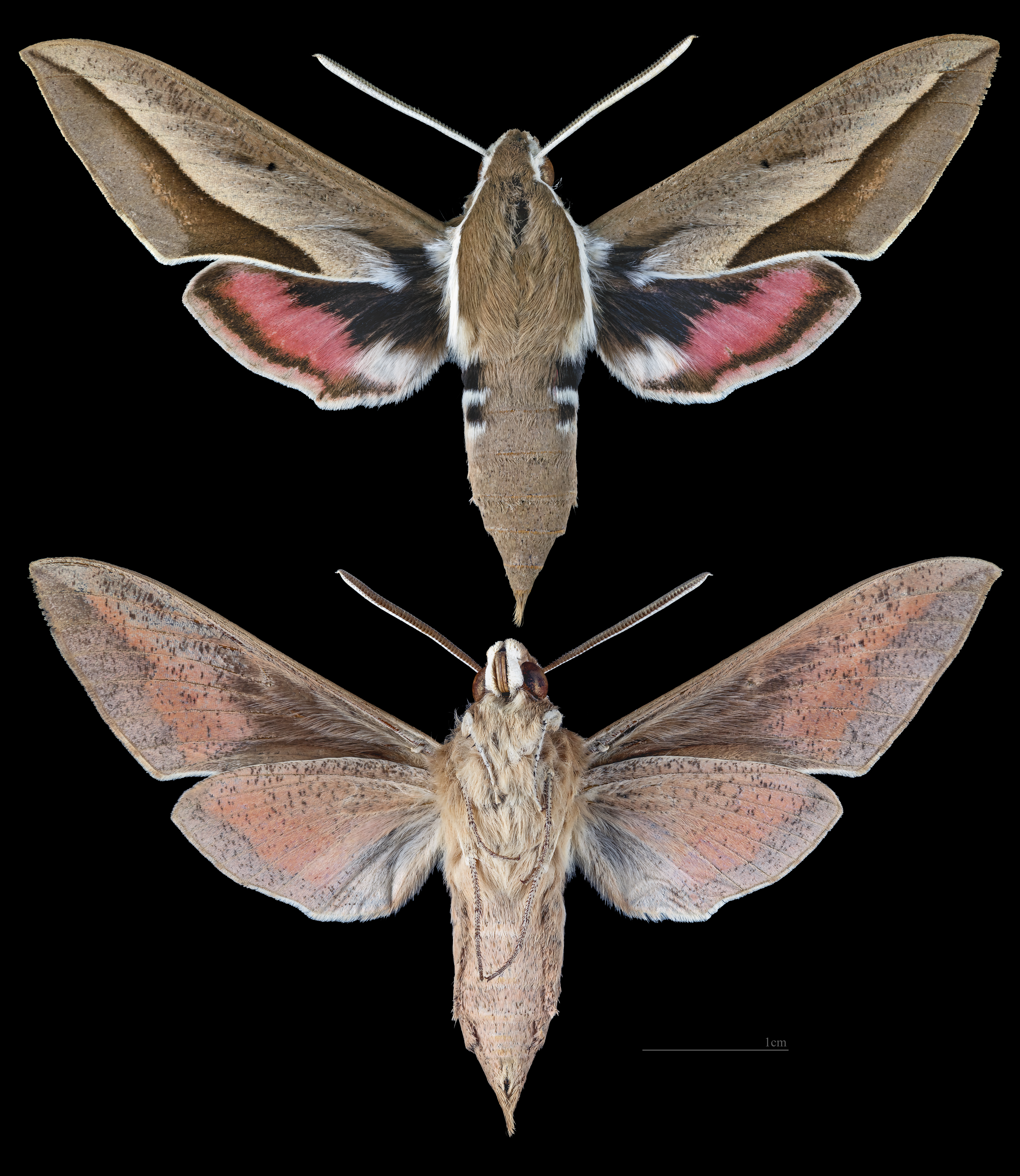
Hyles hippophaes
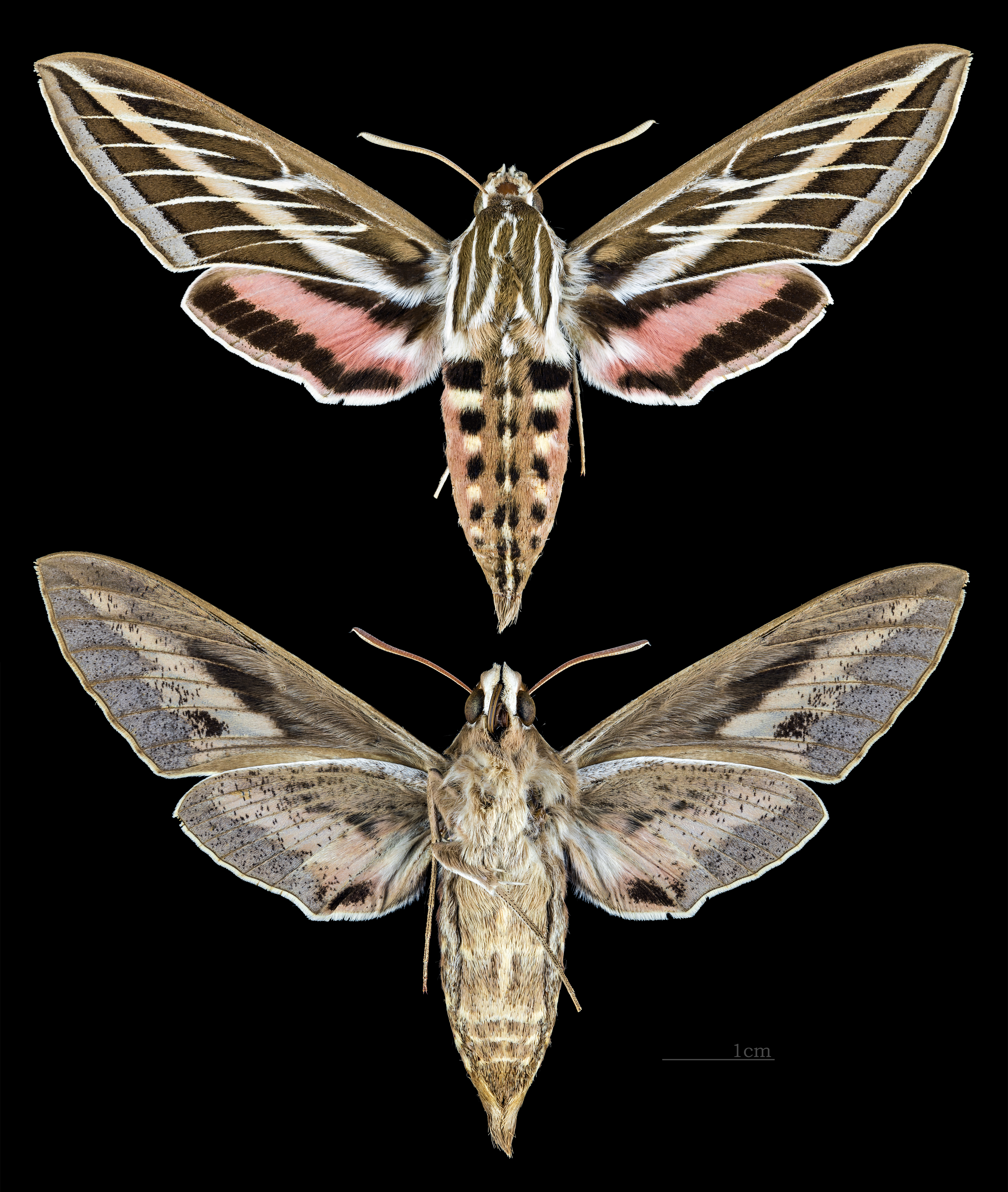
Hyles lineata
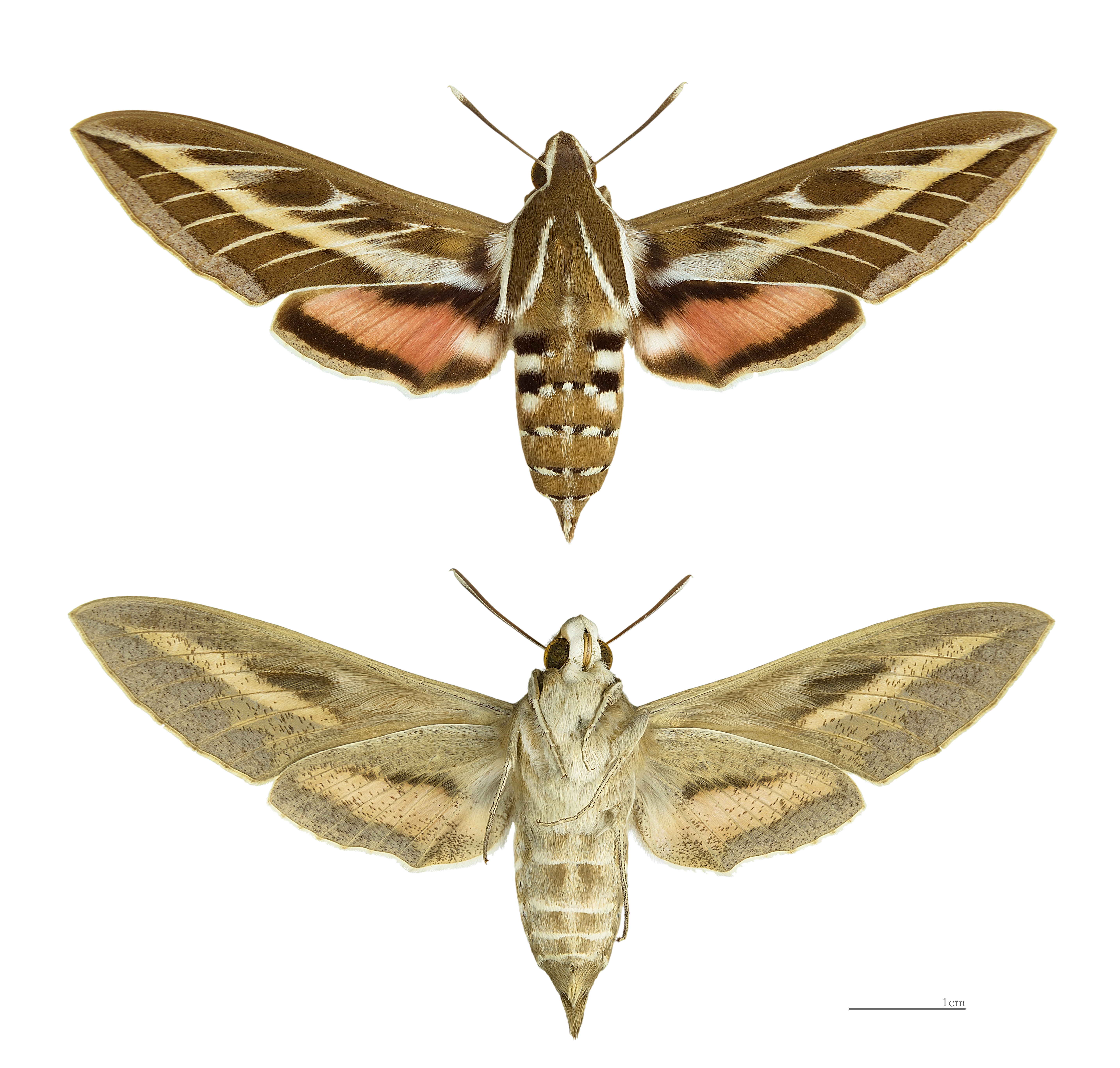
Hyles livornica
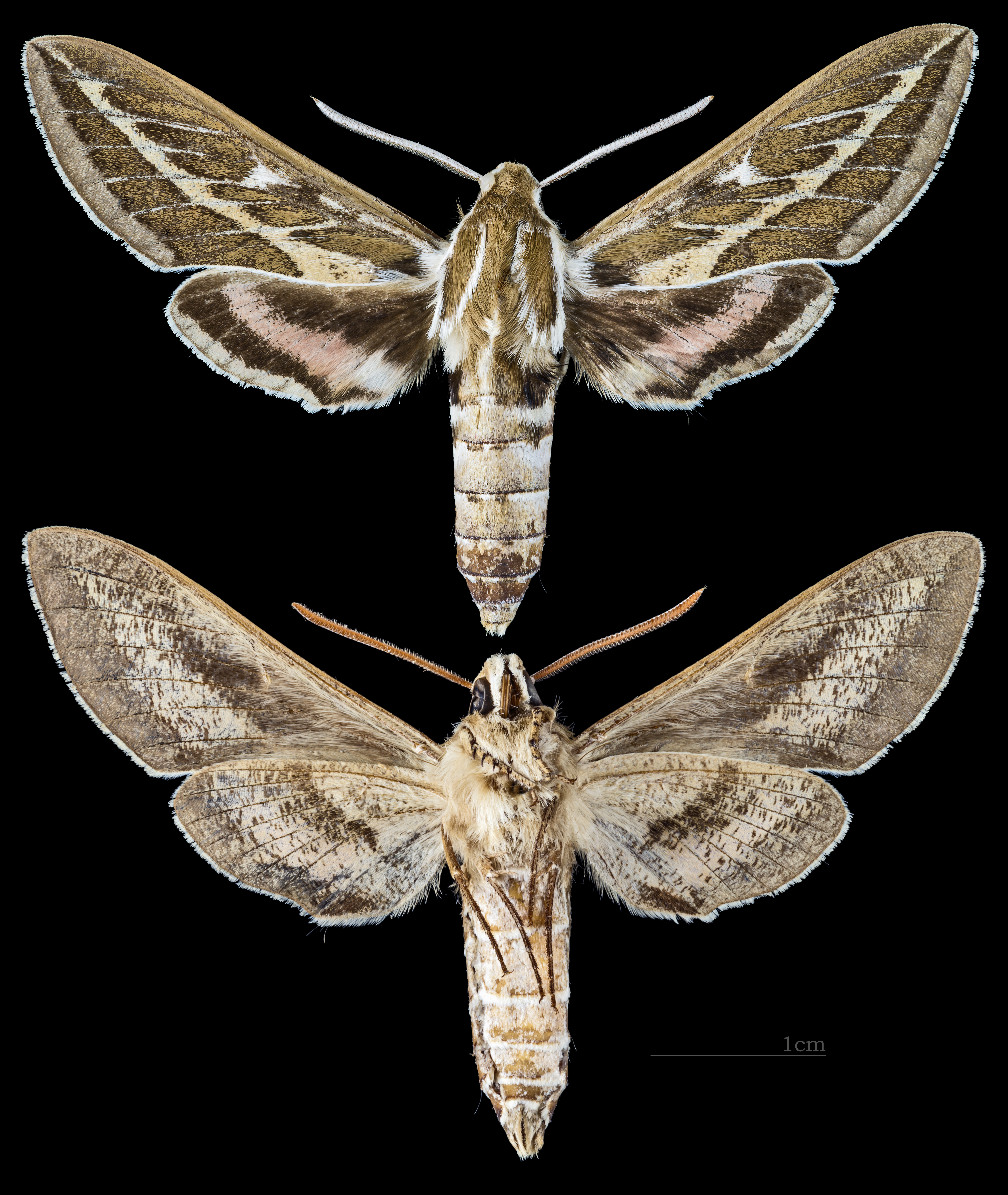
Hyles livornicoides
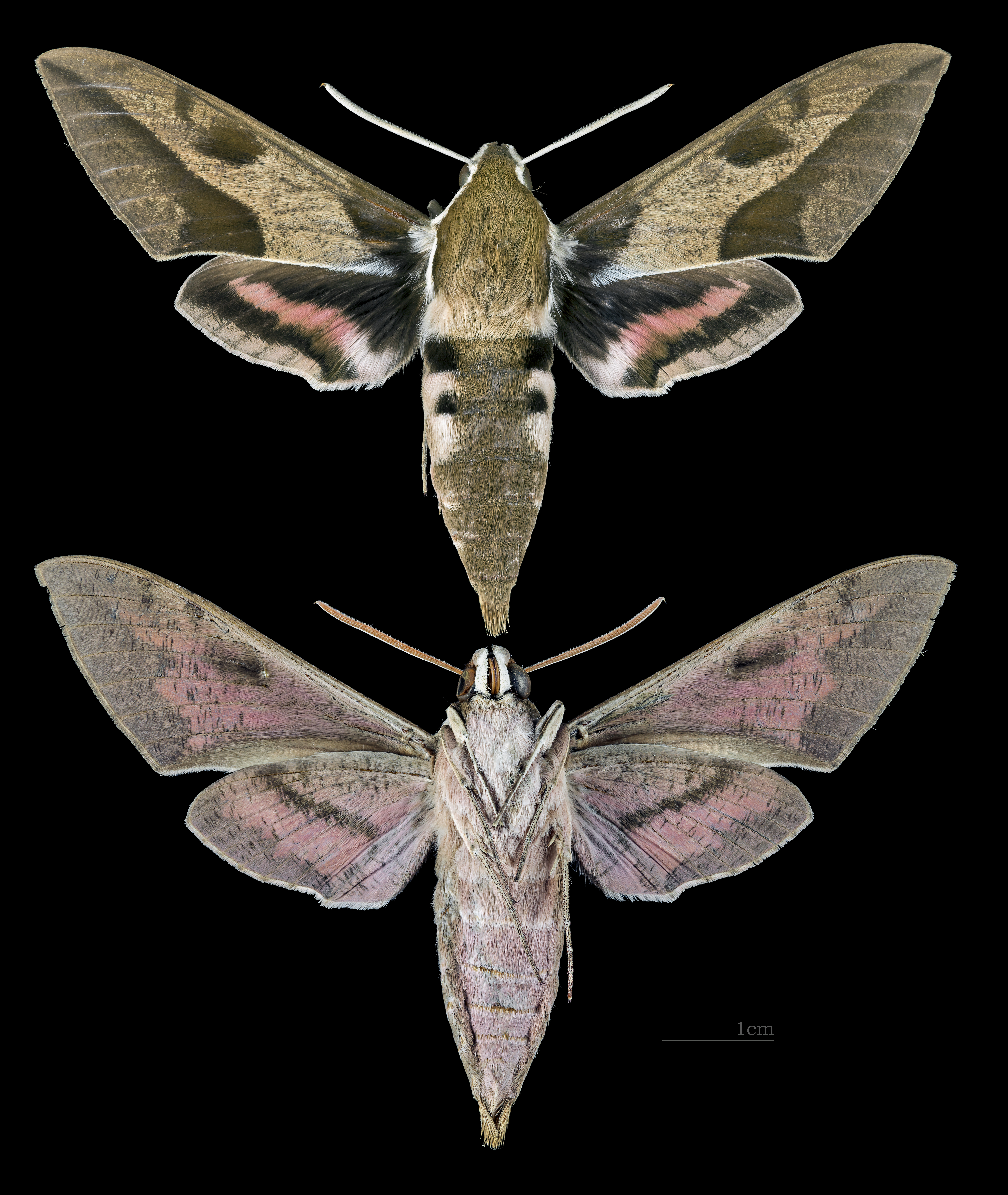
Hyles nicaea
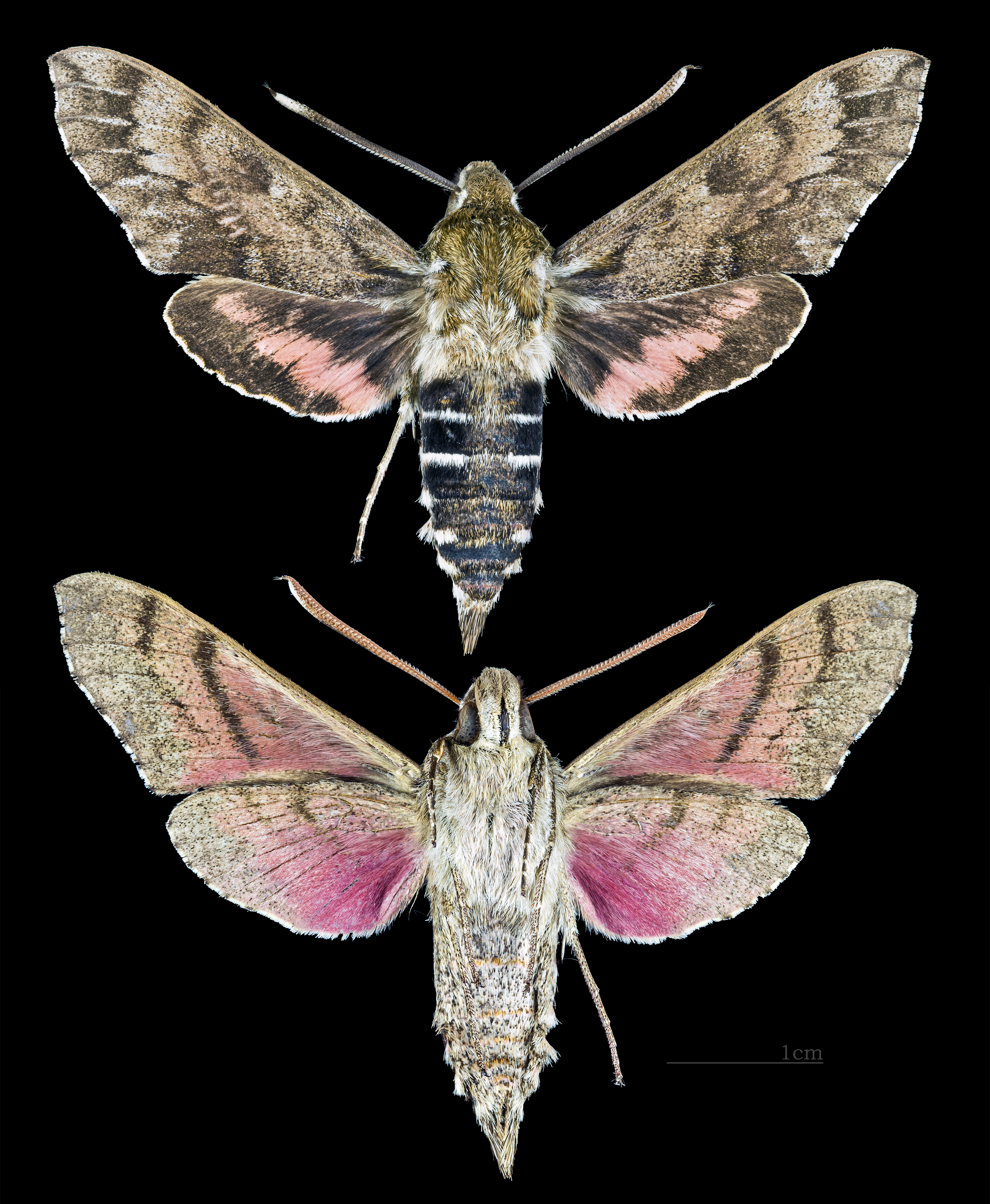
Hyles perkinsi
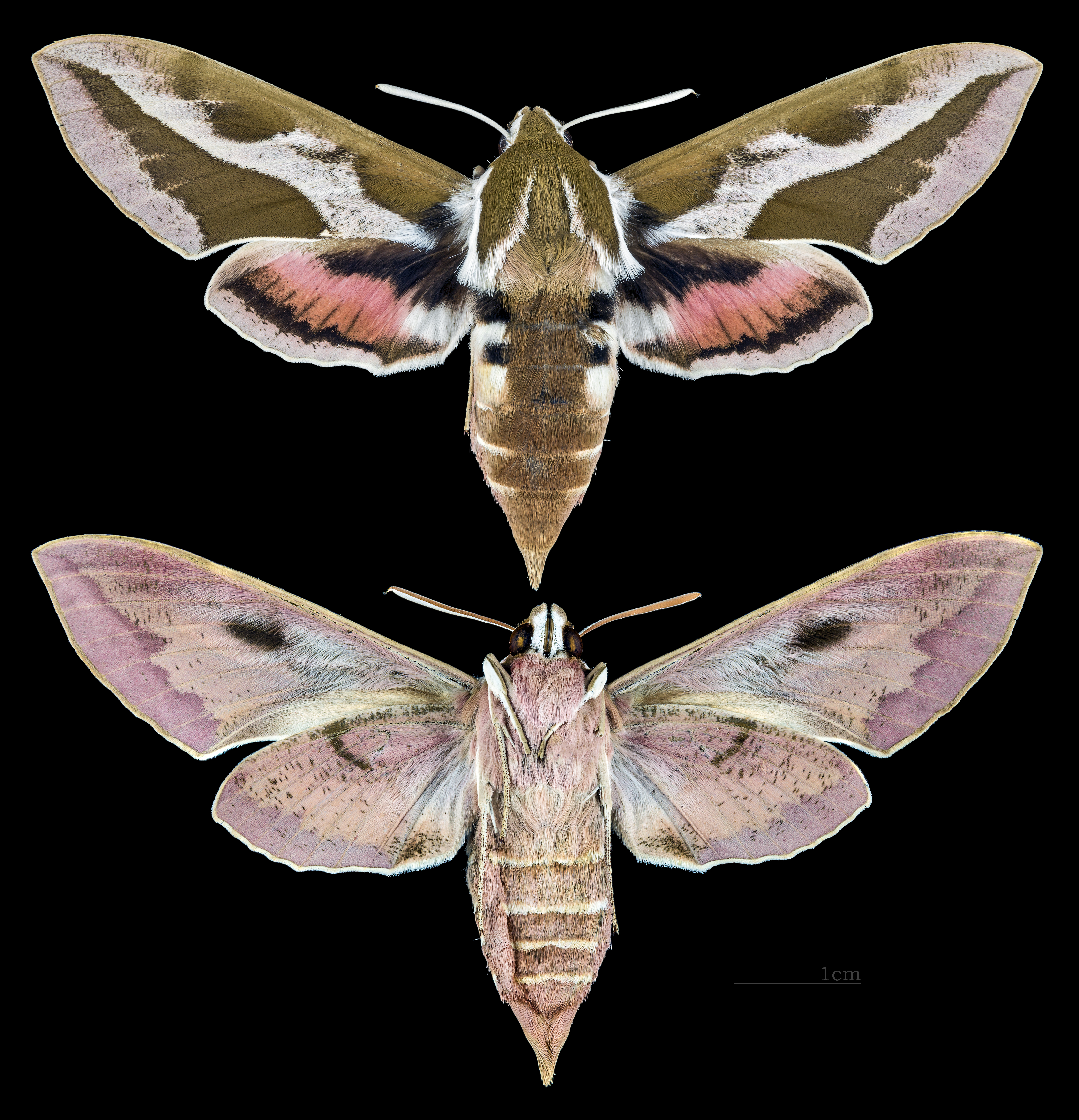
Hyles tithymali
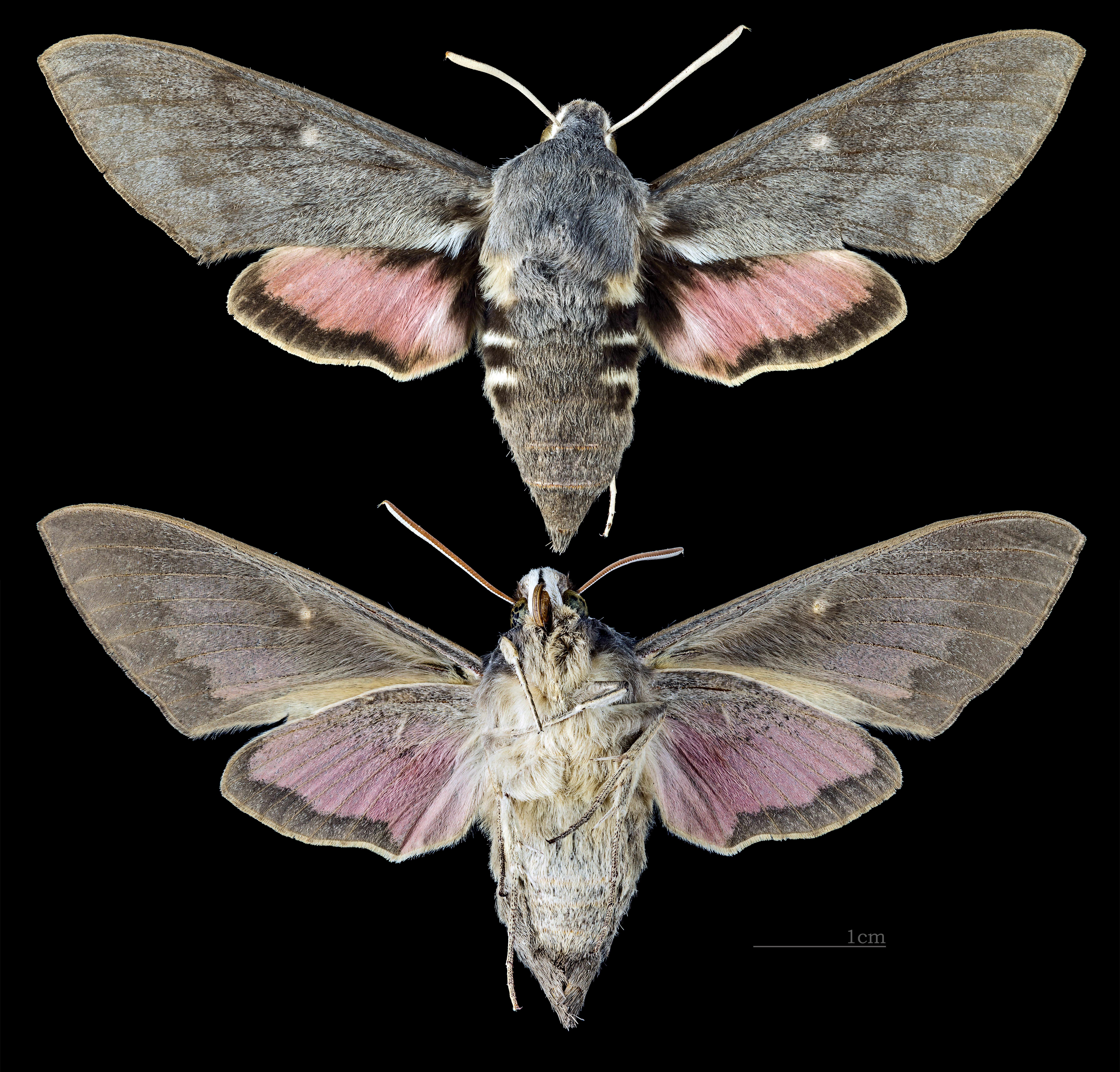
Hyles vespertilio